# روزميري (كيبك)
روزميري، كيبك (بالإنجليزية: Rosemère)‏ هي مدينة كندية تقع في مقاطعة كيبك. تبلغ مساحة هذه المدينة 10.7723 (كم²)، ويبلغ عدد سكانها 14173 نسمة حسب إحصاء سنة 2006 م، بينما كان يسكنها 13391 نسمة في سنة 2001 م. تحتل هذه المدينة المرتبة رقم 267 بين مدن كندا حسب عدد السكان والمرتبة رقم 70 في المقاطعة. النمو سكاني في هذه المدينة يقدر بـ(5.8).

## توأمة
لروزميري (كيبك) اتفاقيات توأمة مع:
- إيكس ليبان

## أعلام
- كاترين لورو

## وصلات خارجية
- الأطلس الحكومي لكندا
- إحصاءات كندا مع ساعة تعداد السكان